# Vejen til Jerusalem
Vejen til Jerusalem er en bog af Jan Guillou fra 1998 og den første af en serie på fire bøger. Bogen foregår i det 12. århundrede og handler om drengen Arn, der som ganske ung bliver placeret i et af Cistercienserordenens klostre efter tilsyneladende at have overlevet en ulykke ved et mirakel. Man mener, at siden han overlevede, må han være udset til at gøre store ting i løbet af sit liv. Derfor uddannes han indenfor alt fra sprog til madlavning. Derudover undervises han i våbenbrug af en tidligere tempelridder. Senere bliver det hans skæbne at blive bortvist fra Sverige for at tilslutte sig tempelridderne, fordi han har haft kødelig omgang sin elskede.